# 20 km (rejon wsiewołożski)
20 km (ros. 20 км) – przystanek kolejowy w lasach, w rejonie wsiewołożskim, w obwodzie leningradzkim, w Rosji. Położony jest na linii z petersburskiego Dworca Ładoskiego do Gor, w znacznym oddaleniu od osad ludzkich.